# Partido Popular de Castilla y León
El Partido Popular de Castilla y León (también conocido como PP de Castilla y León) es la delegación castellano y leonesa del Partido Popular. Su presidente es Alfonso Fernández Mañueco, actual presidente de la Junta de Castilla y León. Sucedió a Juan Vicente Herrera, anterior presidente de la Junta de Castilla y León, que cumplió catorce años en el cargo.

## Presidentes y Presencia Institucional
| Nombre                    | Mandato       |
| ------------------------- | ------------- |
| José María Aznar          | 1989-1991     |
| Juan José Lucas           | 1991-2002     |
| Juan Vicente Herrera      | 2002-2017     |
| Alfonso Fernández Mañueco | 2017-presente |

Presencia Institucional en Castilla y León
Tras las elecciones municipales de 2019 el PP perdió las alcaldías de León, Burgos, Palencia y Ávila.  
Gobierna las diputaciones provinciales de Palencia, Burgos, Soria, Valladolid, Segovia, Salamanca y Ávila. 

## Resultados regionales
| Elecciones | Candidato                 | Votos   | % de votos | Escaños | Posición                                                                    |
| ---------- | ------------------------- | ------- | ---------- | ------- | --------------------------------------------------------------------------- |
| 1983       |                           | 543 861 | 40,04 %    | 39/84   | Oposición                                                                   |
| 1987       | José María Aznar          | 493 488 | 34,91 %    | 32/84   | Gobierno en minoría (1987-1989) Gobierno de coalición con el CDS 1989-1991) |
| 1991       | Juan José Lucas           | 602 773 | 44,25 %    | 43/84   | Gobierno mayoritario                                                        |
| 1995       | Juan José Lucas           | 805 553 | 52,20 %    | 50/84   | Gobierno mayoritario                                                        |
| 1999       | Juan José Lucas           | 733 557 | 51,96 %    | 48/83   | Gobierno mayoritario                                                        |
| 2003       | Juan Vicente Herrera      | 760 510 | 49,63 %    | 48/82   | Gobierno mayoritario                                                        |
| 2007       | Juan Vicente Herrera      | 748 746 | 50,16 %    | 48/83   | Gobierno mayoritario                                                        |
| 2011       | Juan Vicente Herrera      | 739 502 | 51,55 %    | 53/84   | Gobierno mayoritario                                                        |
| 2015       | Juan Vicente Herrera      | 514 301 | 37,73 %    | 42/84   | Gobierno mayoritario                                                        |
| 2019       | Alfonso Fernández Mañueco | 433 905 | 31,50 %    | 29/81   | Gobierno de coalición con Cs (2019-2021) Gobierno en minoría (2021-2022)    |
| 2022       | Alfonso Fernández Mañueco | 378 896 | 31,43 %    | 31/81   | Gobierno de coalición con VOX (2022-2024) Gobierno en minoría (desde 2024)  |

## Elecciones generales
| Elecciones     | Votos   | % de votos | Escaños | Posición |
| -------------- | ------- | ---------- | ------- | -------- |
| 1977           | 161 409 | 11,7 %     | 2/35    | 3.º      |
| 1979           | 125 744 | 9,4 %      | 0/35    | 3.º      |
| 1982           | 526 469 | 34,56 %    | 13/35   | 2.º      |
| 1986           | 529 077 | 35,82 %    | 14/34   | 2.º      |
| 1989           | 597 206 | 40,25 %    | 18/33   | 1.º      |
| 1993           | 771 705 | 47,37 %    | 20/33   | 1.º      |
| 1996           | 878 981 | 52,2 %     | 22/33   | 1.º      |
| 2000           | 876 670 | 55,68 %    | 22/33   | 1.º      |
| 2004           | 846 623 | 50,31 %    | 19/33   | 1.º      |
| 2008           | 836 228 | 50,01 %    | 18/32   | 1.º      |
| 2011           | 843 110 | 55,37 %    | 21/32   | 1.º      |
| 2015           | 590 438 | 39,10 %    | 17/32   | 1.º      |
| 2016           | 643 093 | 44,27 %    | 18/31   | 1.º      |
| Abril 2019     | 395 866 | 26,01 %    | 10/31   | 2º       |
| Noviembre 2019 | 438 993 | 31,61 %    | 13/31   | 1.º      |
| 2023           | 594 485 | 41,55 %    | 18/31   | 1.º      |